# Болфа, Георгий Трофимович
Георгий Трофимович Болфа (1920—1983) — советский хозяйственный, государственный и политический деятель, Герой Социалистического Труда.

## Биография
Родился в 1920 году в молдавской крестьянской семье. Член ВКП(б) с 1949 года.
С 1940 года — на хозяйственной, общественной и политической работе. В 1940—1980 гг. — работник сельпо, заведующий сельским клубом, в Советской Армии, рабочий на строительстве железной дороги, рабочий восстановительного мостопоезда, председатель колхоза имени Ленина Бендерского/Тираспольского района Молдавской ССР.
Указом Президиума Верховного Совета СССР от 30 апреля 1966 года присвоено звание Героя Социалистического Труда с вручением ордена Ленина и золотой медали «Серп и Молот».
Избирался депутатом Верховного Совета Молдавской ССР 3-го и 4-го созывов, Верховного Совета СССР 5-го и 6-го созывов.
Умер в 1983 году.